# Waltenhofen
Waltenhofen település Németországban, azon belül Bajorországban. Lakosainak száma 9975 fő (2023. december 31.). Waltenhofen Buchenberg, Durach, Sulzberg (Oberallgäu), Rettenberg, Immenstadt im Allgäu, Weitnau és Kempten községekkel határos.

## Népesség
A település népessége az elmúlt években az alábbi módon változott:
| Lakosok száma | 1206 | 3579 | 5659 | 7969 | 8856 | 8878 | 9117 | 9190 | 9759 | 9975 |
|               | 1875 | 1950 | 1975 | 1987 | 2012 | 2014 | 2016 | 2017 | 2021 | 2023 |

## Fekvése
Kemptentől délre, a B19-es út mellett fekvő település.

## Története

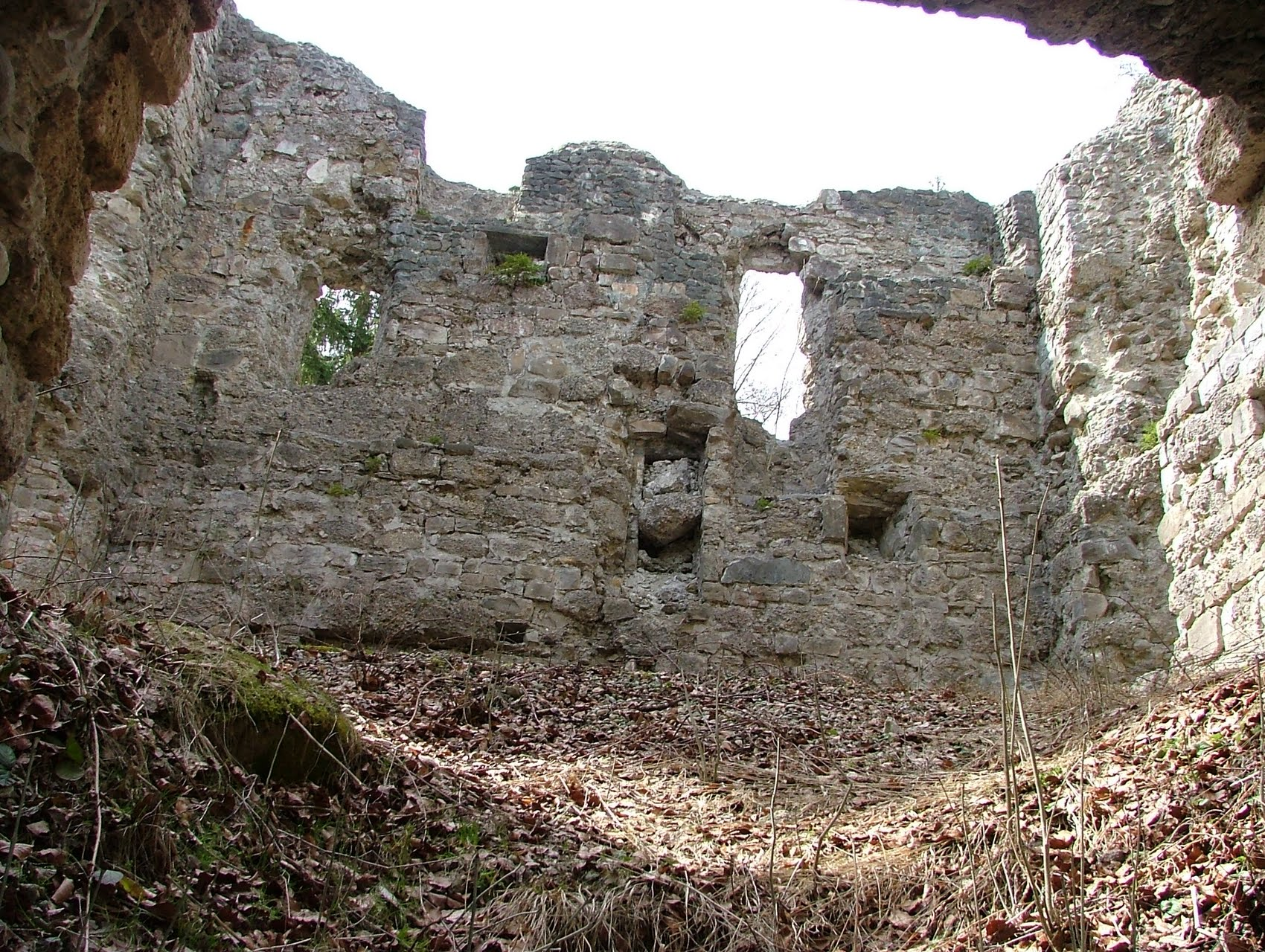
Az egykori vár romjai

A településen egykor vár is állt (Schloßbühl Waltenhofen), melynek mára csak romjai maradtak fenn. Később urai a Horbenek voltak, majd 1367-ben Lords of Rauns-ok 1450-ig. 1465-ben Hans von Werdenstein örökségét Hans von Rauns vásárolta meg. Waltenhofen később a Kempten-i apátsághoz tartozott, majd Bajorország része lett.

## Nevezetességek
- 1432-ben épült hegyes süvegű gótikus templomtornyához barokk hajó kapcsolódik.

## Természetvédelmi területek

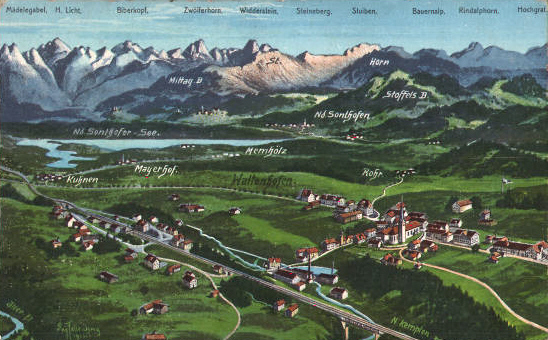
Eugen Felle térképe Waltenhofenről 1910-ből

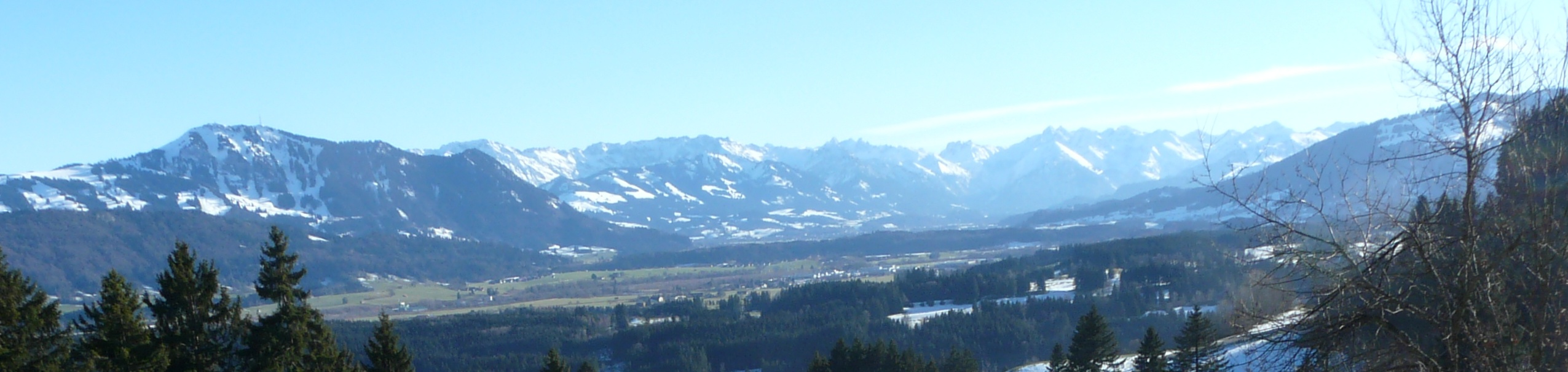
Walterhofen és környéke télen

- "Rohrbach Tobel  és Wirlinger erdő" - Az 1959. évben kijelölt természetvédelmi terület nyugat felé Waltenhofenig terjed ki 14 hektár területen.
- "Widdumer Weiher" - Az 1997-ben kijelölt természetvédelmi terület a településtől keletre található és Martin Zell Widdum-ra is kiterjed 30 hektáron.